# Mário Ximenes

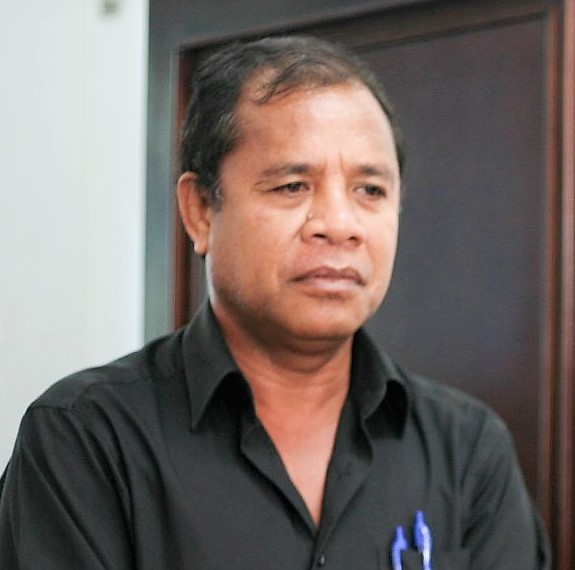
Mário Ximenes (2019)

Mário Ximenes ist ein osttimoresischer Politiker und Mitglied der Kmanek Haburas Unidade Nasional Timor Oan (KHUNTO).
Am 22. Juni 2018 wurde er zum Staatssekretär für Grundbesitz und Eigentum vereidigt. Er folgt damit Jaime Xavier Lopes, der das Amt von 2021 bis 2017 innehatte. In der VII. Regierung (2017–2018) gab es dafür kein eigenständiges Ressort.
Am 28. März 2022 forderte Premierminister Taur Matan Ruak Ximenes zum Rücktritt vom Amt des Staatssekretärs auf. Ximenes erklärte, er werde dem folgen, ihm seien aber keine Gründe für diese Entscheidung genannt worden.